# Henri Foueillassar
Pas d'image ? Cliquez ici

a Compétitions nationales et continentales officielles uniquement.

Henri Foueillassar, né le 14 août 1888 à Lanne-en-Barétous et décédé le 15 mai 1940 à Pau est un joueur français de rugby à XV, ayant notamment évolué avec la Section paloise, le Stadoceste tarbais  et l'Aviron bayonnais.
Henri Foueillassar est champion de France avec l'Aviron en 1913. Formé avec son ami Jean Domercq à la Section Paloise sous les ordres de Jim Crockwell, il est l'un des meilleurs centres français d'avant-guerre.
Pendant la guerre, il est mobilisé au 14e régiment d'infanterie et de soutien logistique parachutiste, puis réformé.
Après l'Armistice du 11 novembre 1918, il devient maire de Lanne-en-Barétous et Conseiller général du Canton d'Aramits.

## Biographie

### Coquelicots de Pau
Henri Foueillassar débute le rugby à XV au Lycée de Pau,en compagnie de Jean Casamajor, futur demi d'ouverture du Stade bordelais.

### Section paloise
Henri Foueillassar est formé avec son ami Jean Domercq à la Section Paloise à l'école du gallois Jim Crockwell, qui impose un jeu de mouvement (appelé handball à l'époque) privilégiant la vitesse au détriment de la puissance. Il est très impliqué dans la vie du club, arbitrant parfois des matchs de l'équipe seconde.
Foueillassar débute en équipe première aux côtés de Victor Bernicha à partir de 1907.

### Stadoceste tarbais
En 1910, Foueillassar rejoint les rivaux du Stadoceste tabais, où Jules Soulé développe une fameuse armada.

### Aviron bayonnais
Foueillassar opte finalement pour l'Aviron bayonnnais, avec lequel il est champion de France en 1913.

### Carrière politique
Maire de Lanne-en-Barétous. Il dispute un match de vétérans face au FC Oloron. Il devient Conseiller Général du Canton d'Aramits le 15 octobre 1918 jusqu'à sa mort le 15 mai 1940.